# Zhan Huo Tsi
Zhan Huo Tsi (1937 -2001) fue un botánico y orquideólogo chino.

## Algunas publicaciones
- 1997. Wild orchids of China. Tokio: Japan Gardening Society. 175 pp.
- 1990. Additions to the flora of China. J.Arnold Arboretum vol. 71, Nº 1, pp. 119-127. ISSN 0004-2625
- 1990. Flora reipublicae popularis Sinicae delectis florae reipublicae popularis Sinicae agendae academiae Sinicae edita: Tom 14. Angiospermae. Monocotyledoneae. Liliaceae (1). Volumen 14 de Flora reipublicae popularis Sinicae. Autores	Sing-chi Chen, Jie-mei Xu, Sung-yun Liang, Zhan-huo Tsi, Kai-yung Lang, Zu-mei Mao, Lang-san Shue. Editor Science Press, 308 pp.

- La abreviatura «Z.H.Tsi» se emplea para indicar a Zhan Huo Tsi como autoridad en la descripción y clasificación científica de los vegetales.[1]

Identificó un nuevo género Nothodoritis , existiendo 116 registros IPNI de sus nombramientos de nuevas especies, publicándolas habitualmente en : Acta Phytotax. Sin.; Dressler in Telopea; Szlach. in Fragm. Flor. Geobot., Supp.; Bull. Bot. Res., Harbin; Guihaia; Fl. Reipubl. Popularis Sin.; J. Arnold Arbor.;